# Barkewol
Barkewol è uno dei tre comuni del dipartimento di Barkewol, situato nella regione di Assaba in Mauritania. Contava 6.303 abitanti nel censimento della popolazione del 2000.